# Gilberto García Roa
Gilberto García (San Pedro Tlaquepaque, Jalisco; 19 de agosto de 2000) es un futbolista mexicano, juega como Mediocampista y su equipo actual es el Atlético La Paz de la Liga de Expansión MX.

## Trayectoria
Empezó jugando en las fuerzas básicas del Club Deportivo Guadalajara en 2013 y fue subiendo de categoría hasta llegar a la sub-20, pasando al Tapatío cuando este reapareció en 2020.

### Club Deportivo Tapatío
Debutó con el Tapatío el 23 de septiembre de 2020, entrando de cambio por Kevin Magaña en un empate a 0 contra Atlante. Anotó su primer gol con dicho equipo el 3 de febrero de 2022 contra Atlético Morelia.
Debutó en primera división el 9 de julio de 2022, al entrar de cambio por Fernando Beltrán en una derrota del Guadalajara por 0-1 ante Atlético de San Luis. Fue parte del plantel del Tapatío que obtuvo el campeonato del Clausura 2023, teniendo actividad en 17 partidos de dicho torneo. El Tapatío también obtuvo el Campeón de Campeones de dicha temporada.

### Atlético La Paz
Tras un exitoso paso con el Tapatío, en diciembre de 2024 Gilberto García fue anunciado como su nuevo refuerzo por el equipo aurinegro rumbo al Clausura 2025.

## Palmarés

### Títulos nacionales
| Título                                   | Club    | País   | Año  |
| ---------------------------------------- | ------- | ------ | ---- |
| Liga de Expansión MX                     | Tapatío | México | 2023 |
| Campeón de Campeones (Liga de Expansión) | Tapatío | México | 2023 |